# Бродівський боян
Назву музичне товариство успадкувало від культурного товариства "Боян", що діяло на Галичині в часи Австро-Угорщини як український просвітницький центр з хорами, оркестрами, драматичними колективами. Створене в Бродах у жовтні 1925 року під керівництвом отця М. Осадца та існувало до 1939 року . В час Другої світової війни припинило існування.
У жовтні 1992 року музичне товариство "Боян" у Бродах відновлює діяльність. У березні 1993 відбувся перший концерт хору. На своєму другому виступі колектив отримав звання «народного».
Початкова кількість учасників — 60 осіб. Це були професійні музиканти та аматори.
На сьогоднішній день їх кількість сягає 40 осіб — солісти та хорові виконавці. В 2019 році колектив отримав статус муніципального.

## Керівник
Линів Ярослав Дмитрович  — ініціатор створення колективу, художній керівник; викладач музики у Бродівському  фаховому педагогічному коледжі імені Маркіяна Шашкевича.
Народився 25 січня 1952 року у селі Опака Дрогобицького району. Навчався Я.Линів в Опаківській середній школі. Вже у шкільні роки брав активну участь у духовому оркестрі та шкільному хорі.
У 1969 році вступає до Дрогобицького державного музичного училища, спеціальність — хорове диригування та баян.
Впродовж 1971-73 рр. служив в армії. Після повернення зі служби, поновлюється на третьому курсі училища і починає свою професійну діяльність — вчителювання у школі с. Рихтичі (Дрогобицького району) де створює вокально-інструментальний ансамбль при сільському Будинку культури.
У 1975 році Ярослав Линів — випускник училища.
У 1976 році  вступає на заочну форму навчання у Дрогобицький державний педагогічний інститут ім. І.Франка на музично-педагогічний факультет, де навчається по класу диригування у доцента Михайла Бурбана. Цього ж року переїжджає на постійне місце проживання у місто Броди, де починає вчителювати у Бродівській середній школі № 3. Тут народилась його донька — Оксана Линів (відомий світовий диригент).
Пізніше, стає викладачем музично-теоретичних дисциплін у Бродівському державному педагогічному училищі (зараз Бродівський фаховий педагогічний коледж ім. М.Шашкевича) .
Займає значне місце на освітянському просторі — відмінник народної освіти України, викладач вищої категорії, старший викладач. За вагомий особистий внесок у розвиток національної культури, відродження та популяризацію традицій українського мистецтва, сумлінну працю, високий професіоналізм нагороджений грамотою Верховної Ради України (розпорядження Голови Верховної Ради України №544 від 23 серпня 2017 року). Почесний громадянин міста Броди (2018 рік).

## Репертуар
У своєму надбання хор має більше  90-ти хорових творів. Це класичні твори українських і зарубіжних композиторів різних епох і стилів — від Максима Березовського і Артемія Веделя до Георга Генделя і Франческо Сартері.

## Конкурси та концерти
Бродівський «Боян» бере участь в урочистих подіях міста, області, країни. Зокрема:
- концертна поїздка до українських моряків в Севастополі.
- річниці з дня народження Івана Франка; Станіслава Людкевича; Тараса Шевченка ; Євгена Козака;
- виступи на горі Маркіяна Шашкевича;
- 190-річчя від Дня народження М.Вербицького;
- 130-річчя від Дня народження М.Леонтовича;
- Всесвітній з'їзд брідчан;
- Всеукраїнського огляду самодіяльних художніх колективів присвячених 10-тій річниці Незалежності України;
- Відкриття 3-го міжнародного фестивалю LvivMozArt, пам,ятний концерт до 125 річниці народження Йозефа Рота в Бродах біля руїн синагоги.  Проект відбувся за підтримки Міністерства Європи, Інтеграції та Закордонних справ Австрії, Австрійського Бюро кооперації у Львові, Бундесканцелярії Австрії, Посольства Республіки Австрії в Україні та Українського Інституту. Подія є частиною Культурного року Австрія-Україна 2019.

## Європейські гастролі
Хорова капела гастролювала  у Польщі, Італії, Чорногорії, Німеччині.
Мета поїздки — ознайомити глядачів за кордоном з кращими зразками  української хорової музики.

## Нагороди
- лауреати обласних конкурсів хорових колективів: 1996 рік - до 140-річчя з дня народження Івана Франка; 2006 рік - до 150-річчя І.Франка; 2007 рік - до 130 річчя М.Леонтовича та 100-річчя Є.Козака; 2009 - 195 річниці Т.Шевченка; 2012 - 170 річниці з дня народження М.Лисенка; 2015 - 200-річчя з дня народження М.Вербицького.
- Почесна грамота Всеукраїнського фестивалю «Повстанські ночі» (м. Рівне, 1997 р.)
- Почесна грамота Міжнародного конкурсу «Коляда» (м. Рівне, 1998 р.)
- Гран-прі на Всеукраїнському хоровому конкурсі "Серпневий заспів" у місті Чорноморську (2019 р.)